# Rumba catalană
Rumba catalană este un gen muzical, originar din comunitatea țigănească din Barcelona, cu influențe din alte numeroase genuri muzicale.
În perioada anilor '50-'60 a secolului XX, în primul rând prin intermediul muzicanților latino-americană care ajung la Barcelona cu orchestrele de dans, și de asemenea, datorită numeroaselor călătorii ale țiganilor din Barcelona către Columbia și Venezuela pentru a vinde haine, împreună cu noile discuri ale noului gen salsa care se dezvoltau în New York, se încheagă cu putere aceste sunete latino între mahalalele barceloneze, multe dintre teme trecând în repertoriul ei, destul de familiarizate cu dansurile din cluburile de noapte, foarte înrădăcinate în oraș.

## Origini
Originea rumbei catalane nu este întru totul clară, dar se crede că aceasta se află pe strada de la Cera a cartierului El Raval din Barcelona în plină deceniu a anilor '40. Unii cred că pionerii rumbei catalane sunt L'Orelles, un țigan catalan care cânta la chitară și vocal în sărbătorile din cartier și Toqui un țigan care bucura cu cântecele sale oaspeții și mirii multor nunți țigănești.